# Катания (метрополитенский город)
Метрополитенский город Катания (итал. Città metropolitana di Catania) — территориальная единица в области Сицилия в Италии. 
Площадь 3573,7 км², население 1 066 765 человек (2020). 
Образован 4 августа 2015 года на месте упразднённой провинции Катания.
Центр территориальной единицы находится в собственно городе Катания.

## Коммуны
В состав метрополитенского города входят 58 коммун:
- Адрано
- Ачи-Бонаккорси
- Ачи-Кастелло
- Ачи-Катена
- Ачиреале
- Ачи-Сант-Антонио
- Бельпассо
- Бронте
- Бьянкавилла
- Вальверде
- Виагранде
- Видзини
- Гравина-ди-Катанья
- Граммикеле
- Джарре
- Дзафферана-Этнеа
- Калатабьяно
- Кальтаджироне
- Кампоротондо-Этнео
- Кастель-ди-Юдика
- Кастильоне-ди-Сицилия
- Катания
- Ликодия-Эубея
- Лингуаглосса
- Мадзарроне
- Малетто
- Маньяче
- Маскали
- Маскалуча
- Милителло-ин-Валь-ди-Катания
- Мило
- Минео
- Мирабелла-Имбаккари
- Мистербьянко
- Мотта-Сант-Анастазия
- Николози
- Палагония
- Патерно
- Педара
- Пьедимонте-Этнео
- Рагальна
- Раддуза
- Рамакка
- Рандаццо
- Рипосто
- Сан-Грегорио-ди-Катания
- Сан-Джованни-ла-Пунта
- Сан-Коно
- Сан-Микеле-ди-Гандзария
- Сан-Пьетро-Кларенца
- Санта-Венерина
- Сант-Агата-ли-Баттиати
- Сант-Альфио
- Санта-Мария-ди-Ликодия
- Скордия
- Трекастаньи
- Треместьери-Этнео
- Фьюмефреддо-ди-Сицилия